# Katarina av Guelders
Katarina av Guelders, född 1440, död 1497, var en lågländsk adelskvinna. Hon var regent i hertigdömet Geldern mellan 1477 och 1492; först för sin frånvarande bror Adolf, och därefter som förmyndare för sin brorson Karl II. 